# Незабравимата пътека
„Незабравимата пътека“ (на японски: いつか来た道) е японски драматичен филм от 1959 година на режисьора Коджи Шима с участието на Фуджико Ямамото, Такайоши Ванами и Каору Куроива.

## В ролите
- Фуджико Ямамото като Сая Икеда
- Такайоши Ванами като Минору, брата на Сая
- Каору Куроива като Мийо, сестрата на Сая
- Тараносуке Огава като Гентаро, дядото
- Кацухико Кобаяши като Джиро Огура
- Акихико Катаяма като Токио Ногучи
- Бонтаро Миаке като доктор Инуе
- Йоширо Китахара като Ичикава